# Dai Bi szentély
A Dai Bi szentély vagy Dai Bi pagoda Simontornyán, Tolna vármegyében található.

## Történet
Az első olyan vietnámi templom Magyarországon, amely hivatalos engedélyekkel épült és működik. A Dai Bi pagoda építését a Magyar–Vietnámi Kapcsolatért Alapítvány szervezte és az Alapítvány elnöke Phan Bich Thien asszony és férje Thuróczy lászló finanszírozta. A szentély ama céllal jött létre, hogy a magyar társadalmat és a világszerte élő buddhistákat szolgálja. 
A szentély megnyitója 2018. szeptember 19-én (azaz a holdév augusztus 10. napján) volt. Megnyitóünnepségén a Vietnámi Buddhista Központi Szangha delegációja is részt vett, amely delegáció nyolc szerzetesből állt. Szintén részt vett az ünnepségen Hau A Lenh, a Vietnámi Hazafias Népfront Főtitkára. 
A buddhista oltáron kívül a templomban Hung király – a nemzet alapítója – oltára is megtalálható. 

## A szentély belső része
A simontornyai Mózsé-hegyre építették, hátulról a hegy „támasztja”, bejárata pedig a Sió folyóra néz. Szerény alapterületű, azonban autentikus vietnámi stílusban épült pagoda, kettős hajlított tetővel, melyet sárkányok díszítenek. A pagoda ajtaját két szent szobra őrzi: egyikük az erőt szimbolizálja (kardot tart a kezében), a másik pedig a tudást. A szentélyben lévő harang Hue volt császárvárosból származik, mely város a vietnámi buddhizmus bölcsője. 
Az udvart gránitoszlopok veszik körül, fölöttük lótusz alakú márványlámpák láthatók. Mint minden buddhista szentélyt, egy gyümölcsöskert övezi, amely elősegíti, hogy „Buddha földjén” még tisztább és csendesebb legyen a környezet. 
A Szent Teremben minden tárgy és a Három Ékszer is Vietnámból származik. Az Amitabha Buddha-szobor (mintegy 500 kg) tömör vörösrézből, míg a Bodhiszattva Avalókitésvara és a Bodhiszattva Mahayana szobra látványos zöld kőből készült. A pagoda ajtaját is vietnámi stílusban, tömör rózsafából faragták. Az ajtó alsó részén a négy jellegzetes szent állat (sárkány, oroszlán, teknős és főnixmadár) látható, míg felső részén a négy évszak növényei (cédrus – a tél, krizantém – az ősz, bambusz – a nyár és egy keleti tavaszi virág – tavasz) láthatók. A négy évszak, a négy szent állat, illetve az erőt és a tudást szimbolizáló szent szobra az egész világot szimbolizálja, továbbá mind egymás jótékony hatását erősítik.

## Galéria

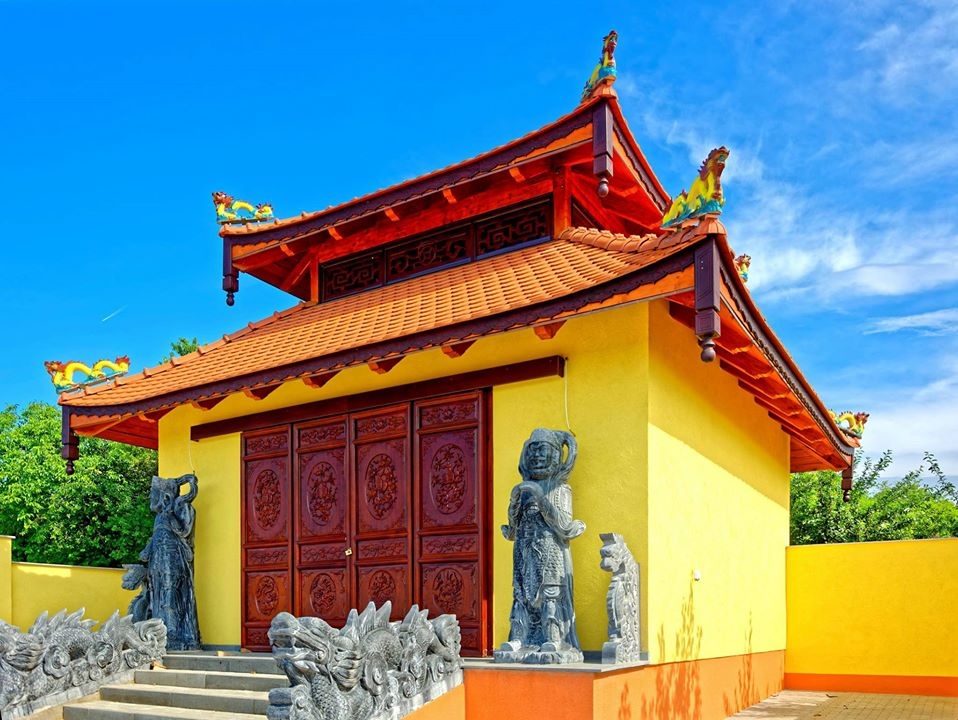
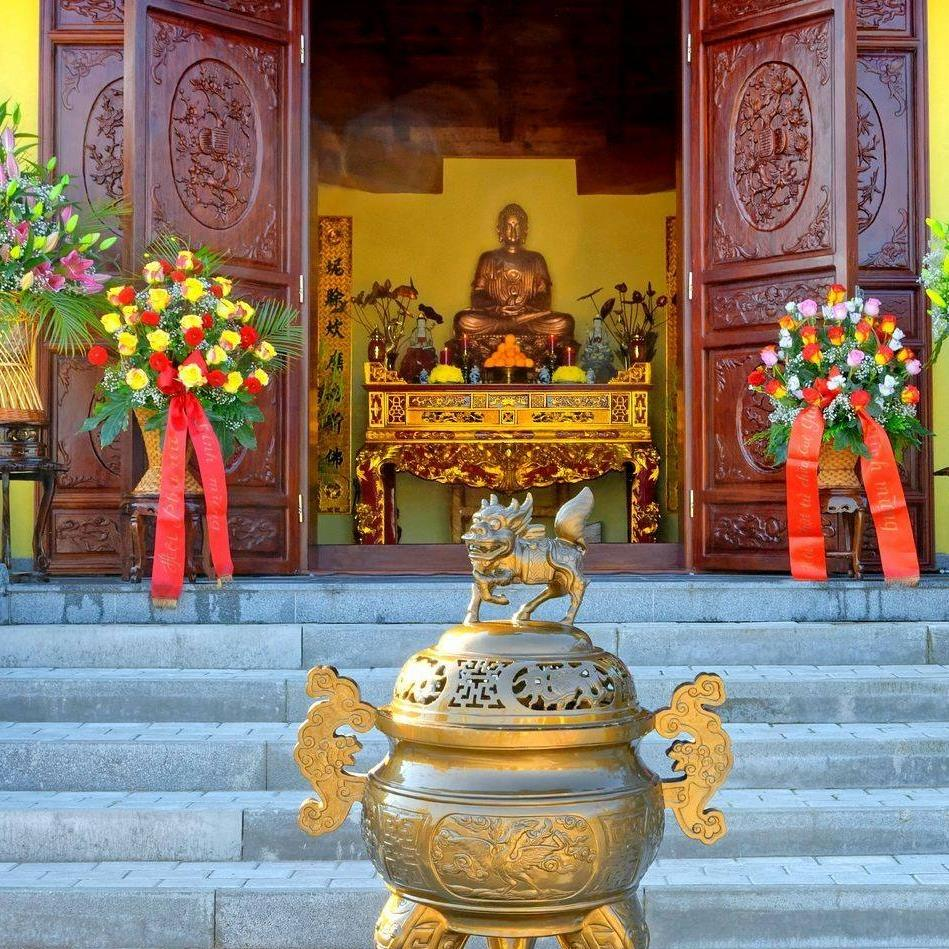
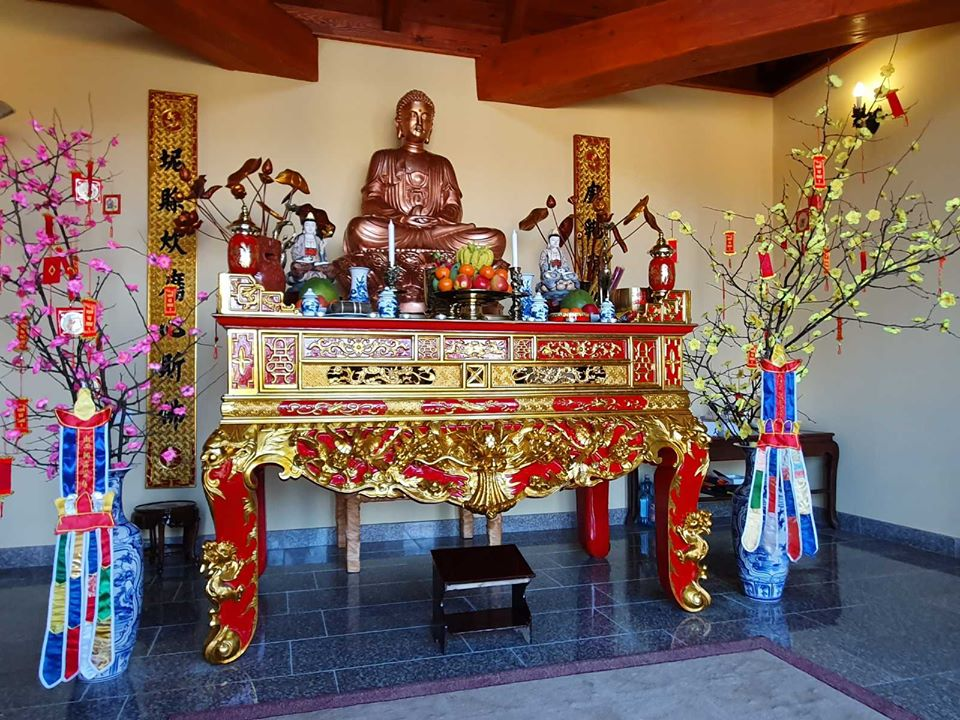
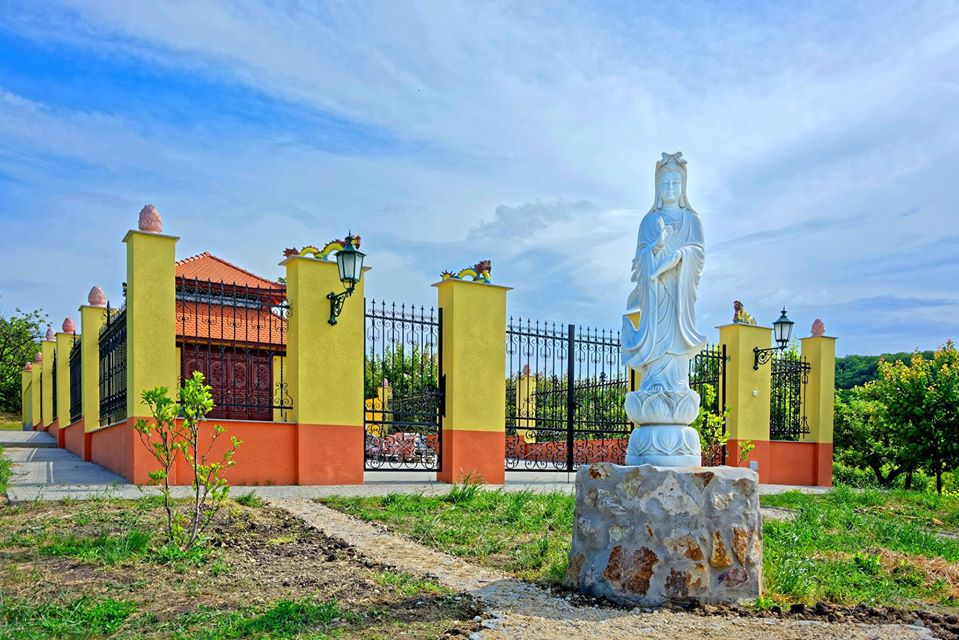
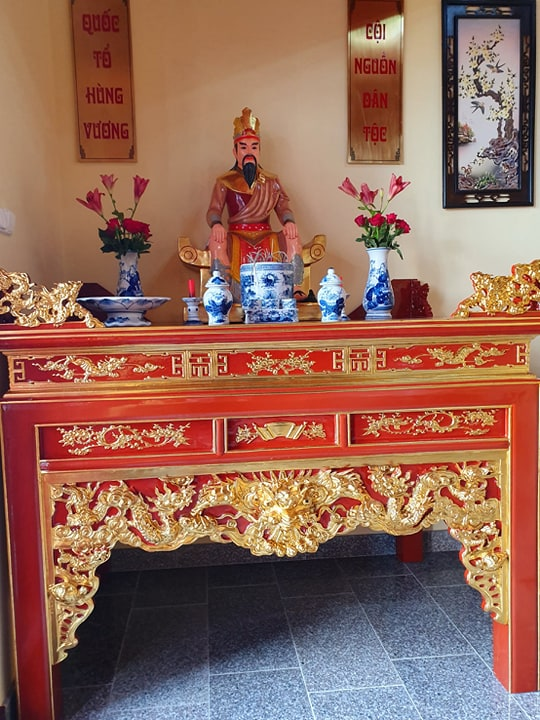